# Krigssjukvård

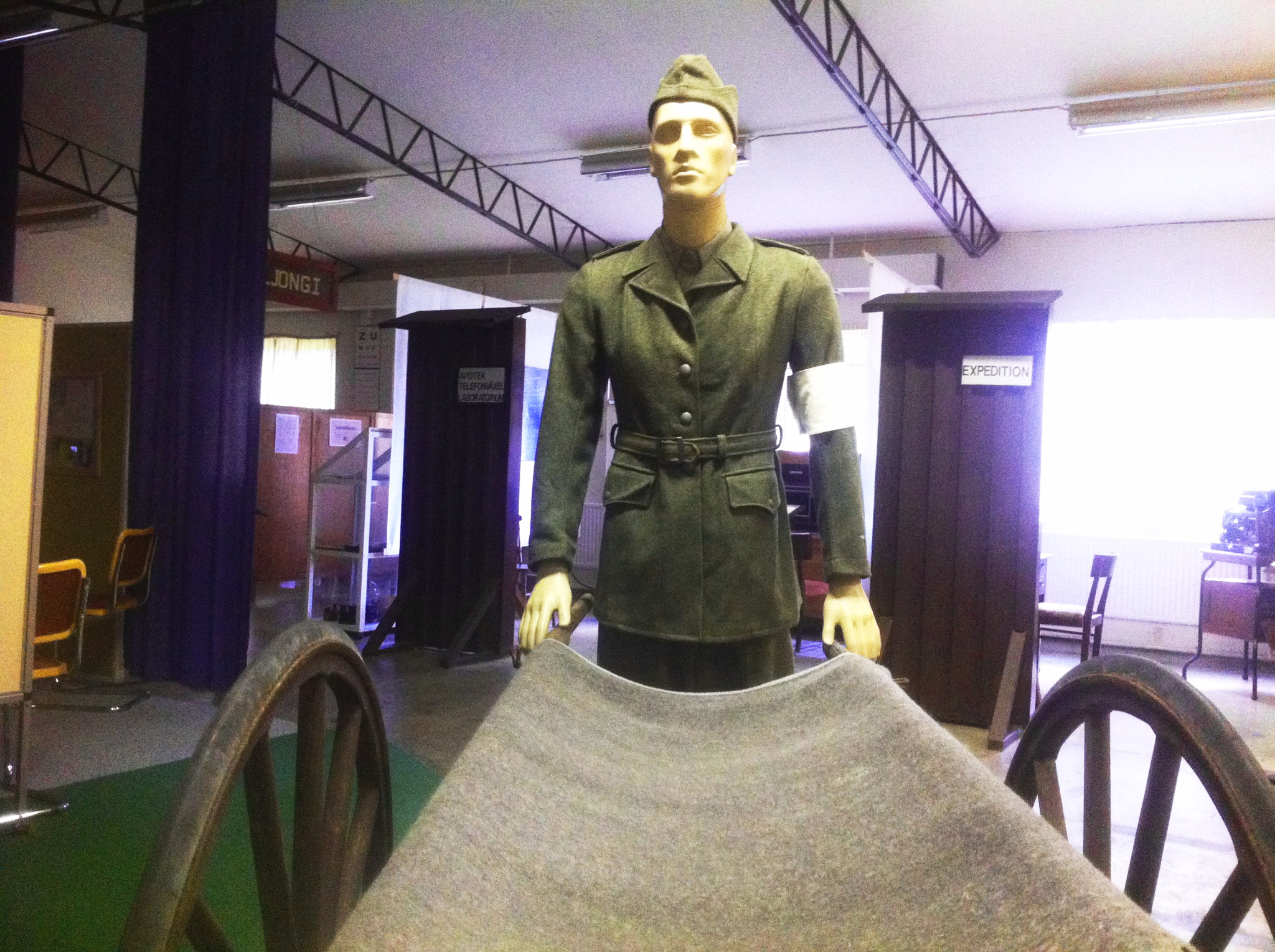
Bild från Lärbro krigssjukhusmuseum på Gotland

Krigssjukvård är sjukvård i krig och i vissa fall även kris. Ämnet studeras inom traumatologin.
Vid väpnade konflikter ökar behovet av intensivvård i omfattning. Parallellt med att sjukvård av fredstida karaktär måste upprätthållas, belastas alltså sjukvårdsorganisationen av de personskador som drabbar stridande förband men även civilbefolkningen.